# Efkarpía (ort i Grekland, Nomós Serrón)
Efkarpía (Efkarpia) är en ort i Grekland.   Den ligger i prefekturen Nomós Serrón och regionen Mellersta Makedonien, i den nordöstra delen av landet, 300 km norr om huvudstaden Aten. Efkarpía ligger 40 meter över havet och antalet invånare är 520.
Terrängen runt Efkarpía är kuperad söderut, men norrut är den platt.Runt Efkarpía är det glesbefolkat, med 19 invånare per kvadratkilometer. Närmaste större samhälle är Mavrothálassa, 3,9 km nordväst om Efkarpía. Trakten runt Efkarpía består till största delen av jordbruksmark.